# Pinarello
Pinarello es una empresa italiana que se dedica a la construcción de bicicletas. 
Fundada en 1952.Está situada en Treviso, Italia. Sobre todo se dedica a montar bicicletas de gama alta hechas a mano. La compañía construye bicicletas para el ciclismo en ruta, pista, ciclocrós o mensajeros. Pinarello ha patrocinado durante años a varios equipos ciclistas profesionales, como el Banesto o Telekom. Miguel Induráin ganó varios Tours de Francia sobre una Pinarello. En estos momentos patrocina al equipo británico INEOS Grenadiers perteneciente al WorldTour y hasta 2013 también lo hizo con el equipo español Movistar Team. Además tiene una filial, Opera, que tiene como modelo insignia la Leonardo.
- Datos: Q1110899
- Multimedia: Pinarello / Q1110899